# Кілійський порт
Кілійський порт — річковий портовий пункт морського торговельного порту Усть-Дунайск. Розташований на 47-км ділянці узбережжя Кілійського гирла річки Дунай, в місті Кілія. Довжина причального фронту складає 150 м, глибина причалів — 4 м.

## Історія
Порт був заснований наприкінці ХІХ ст., під час активного розвитку Одеського порту. На даний час порт спеціалізується на обробці навалювальних та насипних вантажів, зокрема зерна, яке експортується до країн Близького Сходу та Середземномор'я. У порту наявний зернопереробний комплекс, обладнані складські майданчики, як криті (960 м²), так і відкриті (17,6 тис. м²). У порту функціонує Кілійський суднобудівно-судноремонтний завод із 50-ти річним досвідом в галузі суднобудування, що дозволяє виробляти всі види постачання і обслуговування судів як морського, так і річкового флоту.

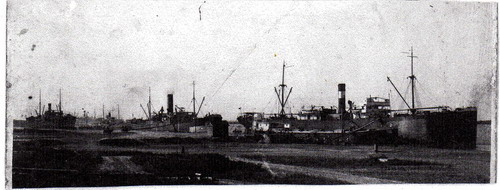
Кілійський порт наприкінці 19-го століття